# Андербул
Андербул (англ. Underbool) — городок в Австралии, в районе Малли сельско-городской территории Милдьюра (Rural City of Mildura) штата Виктории. Находится на трассе государственного значения Малли между городом Оуйен и границей Южной Австралии в 476 километрах к северо-западу от столицы штата, города Мельбурна.
По данным переписи населения 2006 года население города составляет 217 человек.
Почтовое отделение в городке было открыто 15 июля 1812 года.
Для туристов здесь проводят экскурсии на Розовые озёра в национальном парке Муррей-Сансет.
Также в городе есть известный гольф-клуб Монаш-Авеню.